# Bo Gyllensvärd
Bo Vilhelm Gyllensvärd, född 11 oktober 1916 i Torskinge församling, Jönköpings län, död 12 januari 2004 i Sankt Görans församling, Stockholm
, var en svensk konstvetare och museichef. Hans specialitet var östasiatisk konst. Han var son till kapten Harald Gyllensvärd (1857-1924) och Elsa Grönwall (1878-1924).
Gyllensvärd blev filosofie licentiat vid Stockholms högskola 1944 med avhandlingen Kineserier i Sverige och blev filosofie doktor och docent 1958 på avhandlingen T'ang gold and silver. 
Han var verksam vid Nationalmuseum från 1945, inledningsvis som amanuens, blev 1949 intendent och 1959 förste intendent. 1959 blev han museidirektör vid Östasiatiska museet och fortsatte på befattningen till sin pensionering 1981. Han var intendent för Gustaf VI Adolfs kinesiska samlingar 1955-1973. Efter Gustaf VI Adolfs död överfördes hans omfattande Kina-samling till Östasiatiska museet.
Gyllensvärd var ledamot av Kungliga Vitterhets Historie och Antikvitets Akademien och fick professors namn 1981. Han tilldelades Bukowskis kulturpris 1984, tillsammans med Gösta Selling.